# Stacey Q
Stacey Q, pseudonimo di Stacey Lynn Swain (Fullerton, 30 novembre 1958), è una cantante e attrice statunitense nota per la canzone Two of Hearts del 1986.

## Biografia
Swain è nata il 30 novembre 1958 nel sobborgo di Fullerton (Orange County) in California. È la più giovane di tre figli. Sua madre, Joyce, ha allevato Cardigan Welsh Corgis che sono apparsi nei film e in televisione di Hollywood. In un'intervista del 1989, Swain disse che aveva tre anni quando chiese lezioni di danza, ma dovette aspettare fino a cinque anni, quando fece danza classica. Nel 1969, è diventata il membro più giovane del Dance Theatre di Orange County, una compagnia locale che si è esibita in spettacoli di beneficenza ad Anaheim. Ha trascorso undici anni studiando danza classica e ha anche imparato il ballo flamenco. Si è esibita in diversi eventi Fantasy on Parade di Disneyland's Christmas. Ha studiato al Community Theatre of Performing Arts e al Wilshire Theatre of Arts. Si è anche esibita in costume come "Dutch Puppet", un nome che ha usato come alias editoriale durante la sua prima carriera discografica. Andò alla Loara High School durante il suo secondo anno, ma poi si trasferì alla Anaheim High School. Dopo essersi diplomato al liceo nel 1976, Swain si unì al Ringling Brothers e Barnum & Bailey Circus, dove si è esibita come showgirl nel suo primo anno e come cavaliere di elefanti nel suo secondo anno. Il suo primo progetto di canto è stato uno spot radiofonico di Los Angeles in cui presentava e annunciava i programmi mentre impersonava i membri dei Go-Go.

## Carriera

### 1981-1984: Q, SSQ eplayback
Nel 1981, Swain fu presentato a Jon St. James, il proprietario del Casbah Recording Studio di Fullerton , che ospitava le registrazioni per le band Berlin e Social Distortion.
St. James stava sviluppando un gruppo synthpop chiamato Q, dal nome del personaggio di James Bond. La band era composta da St. James alle chitarre, e Dan Van Patten e John Van Tongeren al vocoder e al sintetizzatore. Ha servito come assistente alla produzione delle quattro tracce della band per The Q EP quando St. James si è resa conto che avevano bisogno di un cantante per la loro prima traccia "Sushi", che Swain ha fornito poiché aveva precedentemente registrato dei demo nel suo studio. Divenne poi la cantante dei Q, anche se a quel tempo si considerava ancora più una ballerina che una cantante.
Il Q EP ha ricevuto poche trasmissioni tranne che alla radio del college. Il suo successo ha portato St. James e Swain a sviluppare più canzoni. Nel 1982, il gruppo aggiunse il batterista Karl Moet e il sintetizzatore Rich West, ma dovette cambiare nome a causa di problemi di copyright quando il produttore Quincy Jones avrebbe stabilito l'uso del soprannome "Q". Hanno ribattezzato la band SSQ, che è stato in parte ispirato da un'impresa di pesca in cui St. James "stava pescando in un lago 'non più grande di una vasca da bagno' e ha scherzato dicendo che la barca era la "SS Q" anche che "SS" stava per Stacey Swain., che conteneva il singolo Synthicide che è stato anche trasformato in un video musicale.

### 1985-1987: svolta, Stacey Q e Better Than Heaven
Nel 1985, Swain firmò un contratto discografico con On the Spot Records, un'etichetta indipendente. Usando Stacey Q come suo soprannome per i lavori da solista, ha pubblicato il suo singolo di debutto Shy Girl. Il suo album omonimo in seguito è stato distribuito in formato cassetta a tiratura limitata. L'album conteneva una prima versione di Two of Hearts, che originariamente era stato pubblicato ed eseguito da Sue Gatlin. Dopo che i suoi singoli vendettero collettivamente diverse migliaia di copie, firmò con la Atlantic Records con St. James come manager e gli altri membri della SSQ come musicisti di supporto.
Ha registrato l'album Better Than Heaven in tre settimane. La title track è stata scritta da Berlino, He Doesn't Understand è stata scritta da Rusty Anderson , e We Connect è stato scritto da Willie Wilcox degli Utopia Two of Hearts, il suo singolo principale, ha ricevuto notevoli trasmissione radiofonica, insieme al suo video musicale su MTV, nella seconda metà del 1986. Ha raggiunto il numero 3 della classifica Billboard Hot 100, e la top 10 in molti altri paesi. L'album ha raggiunto il numero 59 nella classifica degli album degli Stati Uniti ed è stato certificato oro. Two of Hearts è stato brevemente considerato per una parodia di Weird Al Yankovic, ma i cantautori hanno rifiutato. Ha partecipato a un tour di club negli Stati Uniti e in Europa.
Il successo di Two of Hearts ha portato Swain ad apparizioni televisive in talk show e ad apparizioni in panel nei programmi televisivi The Gong Show e The New Hollywood Squares. È apparsa come il personaggio Cinnamon nell'episodio Off-Broadway Baby della sitcom della NBC The Facts of Life dove ha interpretato Two of Hearts. In un episodio successivo, A Star Is Torn, ha eseguito We Connect. Il cast regolare George Clooney ha fatto la sua apparizione d'addio quando il suo personaggio decide di unirsi a Cinnamon come roadie.

### 1988-1992:Hard MachineeNights Like This
Swain ha pubblicato Hard Machine, il secondo album di Stacey Q, nel 1988. Ha cambiato il colore dei suoi capelli da biondi a rossi, e ha adottato un aspetto influenzato dal punk rock. L'album aveva altri produttori oltre a St. James, risultando in una diversa direzione musicale. Il singolo Don't Make a Fool of Yourself ha raggiunto la posizione numero 66 nella classifica degli Stati Uniti Hot 100, con un remix di Shep Pettibone che è entrato nella top five della Hot Dance Chart. Il singolo è apparso nell'episodio di Full House, DJ Tanner's Day Off, dove è apparsa brevemente come Stacey Q. Le canzoni The River e Another Chance sono state incluse nel film d'azione cult One Man Force, dove ha avuto anche un'apparizione.
Nights Like This è stato il suo terzo e ultimo album con Atlantic. Pubblicato nel 1989, segnò anche l'ultima partecipazione di SSQ. Il suo primo singolo fu "Give You All My Love" e "Heartbeat", il suo secondo singolo, caratterizzato dalla cori di Timothy B. Schmidt degli Eagles. La sua title track comprendeva le cori di The Weather Girls. Lo stile musicale prevedeva più sperimentazioni con strumenti come letastiere Kawai. Ha promosso l'album con un altro tour nazionale in vari club. In televisione, è apparsa in un episodio di Mama's Family in cui faceva parte di una band tutta al femminile chiamata The Bonecrushers.

### 1993-1997: I più grandi successi di Stacey Q eBoomerang
Nel 1993, Swain pubblicò il singolo Too Hot for Love sotto l'etichetta indipendente Thump Records. Il singolo era strutturato verso un sound dance dei primi anni '90 e conteneva testi sessualmente allusivi, rappresentando un altro cambio di direzione per l'artista. [ Citazione necessaria ] materiale Thump anche raccolto dal suo primo album Atlantic Records, nonché tracce da Q e SSQ che non era stato rilasciato su CD in un album del 1995 compilation, Greatest Hits di Stacey Q. La maggior parte delle tracce sono state remixate o rieditate interamente dalle loro versioni originali nel tentativo di modernizzarle.
A metà degli anni '90, Swain si è recata in Tibet, dove è stata introdotta alla danza monastica e al canto dell'Estremo Oriente. Ha anche vissuto in Nepal dove ha studiato nei monasteri con i lama buddisti ed è stata addestrata nell'antica arte della danza cham. Nel 1997, ha pubblicato l'album Boomerang, che rifletteva le sue esperienze lì, così come la sua conversione al buddismo. Ha anche pubblicato una cover di un brano di Janis Ian chiamato "Tenderness", che ha raggiunto il numero 5 delle classifiche giamaicane.

### 1998-2008: altri progetti e interruzione
Swain ha continuato a essere coinvolto in vari progetti musicali e di recitazione. È apparsa in un film d'arte a tema gay chiamato Citizens of Perpetual Indulgence, e ha avuto un "aspetto speciale non sessuale" in Playing the Odds. Ha collaborato con il regista Geoffrey Karen Dior all'album compilation Porn to Rock e all'album SEX del 2001 di Dior. Nel 2000, ha interpretato la protagonista femminile Yeshe Tsogyal in una produzione di The Life of Padmasambhava della Namsay Dorje Theatre Company di San Francisco. Nel 2002, Swain è apparso nel round Identity Parade del VH1 game show Never Mind the Buzzcocks. Ha fornito la voce per Hear The Feeling, un singolo del 2003 dei Divine Frequency (Simply Jeff), che è stato utilizzato per la colonna sonora di un documentario sui rave. Era la voce di Karin Kikuhara nella versione in lingua inglese di Stratos 4, una serie anime giapponese. Ha fornito la voce per l'album di debutto degli Echo Junkies, un duo di ex compagni di band SSQ Jon St. James e Skip Hahn.
La Thump Records ha pubblicato un'altra compilation di Stacey Q nel 2007. La regina degli anni '80 conteneva versioni originali di molte delle sue canzoni soliste così come canzoni di Q e SSQ. Nel novembre 2008, è apparsa in The Early Show della CBS come parte del segmento flashback degli anni '80 dello show in cui ha cantato Two of Hearts.

### 2009-presente:Color Me Cinnamon
Swain ha fornito la voce ospite per Hydra Productions, un duo di autori di canzoni composto da Shawn Winstian e Shane Condo. Liquid, il loro album di debutto, comprendeva le apparizioni di artisti dance-pop degli anni '80, tra cui Tiffany e Gioia Bruno di Exposé. Hydra Productions l'ha firmata per un contratto da solista dove ha pubblicato Trip, il suo primo singolo da solista in 12 anni, nel 2009. Questo è stato seguito dall'album Color Me Cinnamon nel 2010 e dal maxi-singolo Pandora's Box. L'album è stato prodotto da Jon St. James e ha esplorato un suono electro-house modernizzato. Alla fine di ottobre, ha pubblicato l' EP Going Goth a tema Halloween , che includeva remix di molte canzoni di Color Me Cinnamon e il maxi-singolo Trick or treat l'anno successivo. Da allora, ha partecipato a vari festival di musica freestyle.
Nel giugno 2016, Stacey Q e Scott Larson hanno pubblicato tre canzoni su iTunes: I Need His Voice, Love Shouldn't Be That Way e Just a Little Bit. Nel novembre dello stesso anno fu pubblicata una nuova canzone intitolata You Are Hawaii to Me, un duetto con Scott Larson. Nell'ottobre 2017, Dance, Love, Pray, un duetto con Lori St. James, è stato pubblicato su iTunes.
Il 10 dicembre 2019, Stacey Q ha pubblicato il singolo digitale, Trippin 'Me Out.
Il 1º gennaio 2020, la band di Stacey Q, SSQ, ha pubblicato l'album completo, Jet Town Je t'aime, con  Trippin 'Me Out più 11 nuove canzoni. L'album è stato prodotto dal produttore di lunga data di Stacey Q, Jon St. James.

## Discografia parziale

### Album
- 1986 - Better Than Heaven
- 1988 - Hard Machine
- 1989 - Nights like This
- 1995 - Stacey Q's Greatest Hits (raccolta)
- 1997 - Boomerang
- 2010 - Color Me Cinnamon

### Singoli
- 1985 - Shy Girl
- 1986 - Two of Hearts
- 1986 - We Connect
- 1987 - Insecurity
- 1987 - Music Out of Bounds
- 1988 - Don't Make a Fool of Yourself
- 1988 - I Love You
- 1989 - Give You All My Love
- 1989 - Heartbeat
- 1993 - Two Hot For Love
- 2009 - Trip
- 2010 - Pandora's Box
- 2010 - Going Goth

## Filmografia parziale

### Cinema
- Cavegirl, regia di David Oliver (1985)
- One Man Force, regia di Dale Trevillion (1989)
- La mamma è sempre la mamma (1989)

### Televisione
- L'albero delle mele, serie televisiva (1986-1987)